# 莫里斯·拉鲁伊
莫里斯·拉鲁伊（法語：Maurice Larrouy，1872年12月3日—？），法国男子射击运动员。他曾代表法国参加1900年夏季奥林匹克运动会射击比赛，获得男子20米快射手枪金牌。